# Eviota eyreae
Eviota eyreae, tên thông thường là Eyre's dwarfgoby, là một loài cá biển thuộc chi Eviota trong họ Cá bống trắng. Loài này được mô tả lần đầu tiên vào năm 2016.

## Từ nguyên
Loài cá này được đặt theo tên của Janet V. Eyre, người đã chụp ảnh và thu thập mẫu vật của loài cá này.

## Phạm vi phân bố và môi trường sống
E. eyreae hiện chỉ được biết đến ở vùng biển ngoài khơi đảo Vatu-i-ra (Fiji). Mẫu vật duy nhất của E. eyreae được thu thập ở độ sâu khoảng 3 m.

## Mô tả
Chiều dài cơ thể tối đa được ghi nhận ở E. eyreae là 1,08 cm. Đầu và thân trong mờ, màu vàng lục, có các vệt đốm màu đỏ gạch. Đồng tử đen, mống mắt màu vàng với các vạch đỏ bao quanh đồng tử. Cả hàm trên và dưới có màu đỏ. Nắp mang có một vệt đỏ lớn. Gốc vây ngực có hai đốm đỏ, ngăn cách bởi một vạch sáng màu. Có 3 đốm lớn màu đỏ ở hai bên bụng. Các gai và tia vây lưng có màu đỏ; các vây khác trong suốt.
Số gai ở vây lưng: 7; Số tia vây ở vây lưng: 7; Số gai ở vây hậu môn: 1; Số tia vây ở vây hậu môn: 7; Số tia vây ở vây ngực: 16.